# Gerhard Kießling
Gerhard Kießling (ur. 16 czerwca 1922 w Meerane, zm. 7 kwietnia 2017 w Mittenwald) – niemiecki hokeista grający na pozycji obrońcy, reprezentant NRD, trener, działacz hokejowy. Ojciec Udo.

## Kariera
Gerhard Kießling karierę sportową rozpoczął w 1937 roku w juniorach TV Frankenhausen, w których grał do 1938 roku. Dalszy rozwój kariery uniemożliwił mu wybuch II wojny światowej, a po jej zakończeniu w 1945 roku, Kießling wznowił karierę sportową w SG Frankenhausen, w którym również kapitanem oraz grającym trenerem, a także grał do zakończenia kariery sportowej w 1952 roku oraz odnosił sukcesy: mistrzostwo Saksonii i Strefy Wschodniej 1949, mistrzostwo NRD 1950 oraz dwukrotne wicemistrzostwo NRD (1951, 1952).

## Kariera reprezentacyjna
Gerhard Kießling w 1951 roku rozegrał 1 mecz w reprezentacji NRD, w którym był kapitanem.

## Kariera trenerska
Gerhard Kießling jeszcze w trakcie kariery sportowej rozpoczął karierę trenerską. W latach 1946–1952 był grającym trenerem SG Frankenhausen, z którym zdobył mistrzostwo Saksonii i Strefy Wschodniej 1949, mistrzostwo NRD 1950 oraz dwukrotne wicemistrzostwo NRD (1951, 1952), równocześnie prowadząc w latach 1947–1952 reprezentację RFN. Po ukończeniu studiów na Deutsche Hochschule für Körperkultur w Lipsku, w 1952 roku został trenerem reprezentacji NRD, którą trenował do 1957 roku, którą prowadził na dwóch mistrzostwach świata (1956 – awans do Grupy A, 1957).
Następnie uciekł wraz z rodziną do Berlina Zachodniego, jednak ostatecznie osiedlił się w Krefeld, gdzie został trenerem występującego w Oberlidze Preussen Krefeld oraz w którym uczył się jeździć na łyżwach jego syn Udo. W klubie pracował do 1959 roku, w którym w sezonie 1957/1958 awansował do Bundesligi. W 1958 roku ponownie został selekcjonerem reprezentacji RFN, którą prowadził na mistrzostwach świata 1959 w Moskwie, na których drużyna Noszących Orła zajęła 5. miejsce oraz awansował na igrzyska olimpijskie 1960 w Squaw Valley, jednak z powodów politycznych nie prowadził drużyny Noszących Orła na tym turnieju, po czym przez kilka lat trenował drużynę hokeja na rolkach.
Potem w latach 1960–1965 prowadził Eintracht Frankfurt, z którym w sezonie 1960/1961 awansował do Oberligi. Następnie w latach 1966–1970 trenował reprezentacji RFN U-18, po czym w 1971 roku po raz trzeci został selekcjonerem reprezentacji RFN, którym był do 1974 roku oraz prowadził na igrzyskach olimpijskich 1972 w Sapporo, na których drużyna Noszących Orła zajęła 7. miejsce oraz na czterech mistrzostwach świata (1971, 1972, 1973 – spadek do Grupy B, 1974).
Następnie wraz z synem Udo przeniósł się do występującego w 2. Bundeslidze EV Rosenheim, z którym w sezonie 1974/1975 wywalczyli awans do Bundesligi. Po sezonie 1975/1976, przenieśli się do Kölner EC, z którym w sezonie 1976/1977 zdobyli mistrzostwo Niemiec. Kießling w sezonie 1977/1978 trenował Berliner SC, po czym wrócił do Kölner EC, z którym w sezonie 1978/1979 ponownie wraz z synem zdobył mistrzostwo Niemiec.
Następnie przenieśli się do Düsseldorfer EG, w którym przebywali do końca sezonu 1981/1982. W tym okresie dwukrotnie zdobył wicemistrzostwo Niemiec (1980, 1981), a po sezonie 1981/1982, wraz z synem przeniósł się do EV Füssen, którego zawodnikami byli również dwaj Polacy: Justyn Denisiuk oraz Bogusław Maj. W sezonie 1982/1983, klub w rundzie zasadniczej zajął ostatnie, 10. miejsce w tabeli ligowej, w związku z czym przystąpił do rundy spadkowej, w której zajęli 3. miejsce, tym samym spadając do 2. Bundesligi, po czym wraz z polskimi zawodnikami przeniósł się do ECD Iserlohn, w którym po sezonie 1983/1984 został zwolniony.
Potem wyjechał do Austrii, gdzie został trenerem EHC Lustenau, z którym w sezonie 1984/1985 dotarł do półfinału Bundesligi austriackiej, w którym przegrał 2:1 rywalizację z późniejszym triumfatorem rozgrywek, EC KAC. Następnie trenował Innsbrucker EV, z którego odszedł w grudniu 1985 roku, po czym w styczniu 1986 roku wrócił do EHC Lustenau, którego trenował do 1987 roku, po czym wrócił do RFN, gdzie do końca sezonu 1986/1987 prowadził SC Riessersee, który pod wodzą Kießlinga w rundzie zasadniczej zajął ostatnie, 10. miejsce w tabeli ligowej, w związku z czym przystąpił do rundy spadkowej, w której zajęli 3. miejsce, tym samym spadając do 2. Bundesligi. Sezon 1987/1988 rozpoczął jako menedżer klub, potem wrócił na stanowisko trenera klubu, którym był do końca sezonu 1987/1988.
Po upadku Muru Berlińskiego 9 listopada 1989 roku, pracował w ETC Crimmitschau, następnie wrócił Austrii, gdzie w 1990–1991 ponownie trenował Innsbrucker EV, potem wrócił do Niemiec, gdzie został trenerem broniącego się przed spadkiem z Bundesligi Dynama Berlin, jednak klubowi nie udało się utrzymać w Bundeslidze, po przegranych decydujących rywalizacjach po 3:0: najpierw z PEV Weißwasser, potem z EV Landshut. Po sezonie 1990/1991 przeszedł na emeryturę.
Za swoje zasługi został dołączony do Galerii Sław Niemieckiego Hokeja na Lodzie.

## Sukcesy

### Zawodnicze
SG Frankenhausen
- Mistrzostwo Saksonii i Strefy Wschodniej: 1949
- Mistrzostwo NRD: 1950
- Wicemistrzostwo NRD: 1951, 1952

### Trenerskie
SG Frankenhausen
- Mistrzostwo Saksonii i Strefy Wschodniej: 1949
- Mistrzostwo NRD: 1950
- Wicemistrzostwo NRD: 1951, 1952

Reprezentacja NRD
- Awans do Grupy A hokeju na lodzie: 1956

Preussen Krefeld
- Awans do Bundesligi: 1958

Eintracht Frankfurt
- Awans do Oberligi: 1961

EV Rosenheim
- Awans do Bundesligi: 1975

Kölner EC
- Mistrzostwo Niemiec: 1977, 1979

Düsseldorfer EG
- Wicemistrzostwo Niemiec: 1980, 1981

### Indywidualne
- Członek Galerii Sław Niemieckiego Hokeja na Lodzie

## Śmierć
Gerhard Kießling zmarł 7 kwietnia 2017 roku w Mittenwald.